# Medley
Medley (ang. „mieszanina, składanka”) – utwór muzyczny składający się z fragmentów znanych melodii, połączonych sukcesywnie, bez żadnej sformalizowanej konstrukcji.
W medley melodie następują po sobie w sposób bardziej płynny niż w potpourri. Są też bardziej jednorodne stylowo niż zdecydowanie odmienne w charakterze składowe części quodlibetu.

## Medley overture
Z medley ukształtowała się medley overture – forma muzyczna, na którą składały się fragmenty utworów koncertowych, arii operowych, muzyki popularnej i ludowej. Jej twórcą był barokowy kompozytor angielski Richard Charke, którego kompozycje wraz z utworami innych kompozytorów uprawiających tę formę (m.in. Thomas Arne i Charles John Frederick Lampe) zostały opublikowane w Six Medley or Comic Overtures in Seven Parts (1763). Termin medley overture odnosi się też do uwertur operowych François Boieldieu, Daniela Aubera i Ferdinanda Hérolda, a także do wielu operetek, w tym autorstwa Arthura Sullivana.

## Muzyka rozrywkowa
We współczesnej muzyce rozrywkowej terminem medley określa się kompilację popularnych utworów jednorodnych stylowo, tematycznie czy wykonawczo, na przykład wiązanka piosenek biesiadnych, składanka hitów muzyki filmowej, medley największych przebojów The Beatles. Formę tę wykorzystuje się często w promocji i reklamie wykonawcy, zespołu, nagrania płytowego, wytwórni muzycznej itp.

### Wybrane przykłady
- The Last Few Bricks zespołu Pink Floyd, stanowiący zlepek motywów muzycznych umieszczonych w albumie The Wall
- Beatles Movie Medley – singel zespołu The Beatles
- Beatles Medley Tommy’ego Emmanuela
- My Generation zespołu The Who z albumu Live at Leeds (1970)
- A National Acrobat i Sabbra Cadabra zespołu Black Sabbath zagrane jako medley przez zespół Metallica w albumie Garage Inc.
- Beyoncé wykonywała medley utworów zespołu Destiny’s Child podczas trasy The Beyoncé Experience w 2007 – kompozycja składała się z fragmentów największych przebojów zespołu
- Zespół Pussycat Dolls podczas „The Royal Variety” wykonał medley utworów Don’t Cha, I Hate This Part i When I Grow Up
- Tarkus Emerson, Lake & Palmer
- Medley, czyli wiązanka najpiękniejszych melodii – Maciej Maleńczuk&Psychodancing
- Megamix Medley Paula Abdul, medley z utworów z albumu Forever Your Girl
- Coma White i Coma Black (fragment Eden Eye) zespołu Marilyn Manson wykonywane jako medley w czasie tras koncertowych „Rape of the World”, „The High End of Low” i „Hey Cruel World...”
- Zespół Toto w czasie koncertu w Amsterdamie 25 lutego 2003 roku dwukrotnie wykonał medley swoich kompozycji. Za pierwszym razem połączono tytuły Girl Goodbye, Goodbye Elenore, Child’s Anthem oraz instrumentalną wersję I’ll supply the love, natomiast za drugim – Waiting for your love, Georgy Porgy, instrumentalne wersje piosenek Lion oraz Hydra, a także English eyes
- Elephant Love Medley z filmu Moulin Rouge! łączy w sobie ponad 12 utworów. Wokaliści: Ewan McGregor i Nicole Kidman
- Imaginaerum z albumu grupy Nightwish pod tym samym tytułem stanowi medley pozostałych utworów zawartych w tym wydawnictwie
- singiel One Way or Another (Teenage Kicks) brytyjsko-irlandzkiego boysbandu One Direction wydany 17 lutego 2013 jest składanką 2 nagrań: One Way or Another (1979) amerykańskiej grupy rockowej Blondie oraz Teenage Kicks (1978) punkrockowego północnoirlandzkiego zespołu The Undertones
- The Keeper’s Trilogy zespołu Helloween składający się z utworów Helloween, Keeper of the Seven Keys i The King for a 1000 Years